# قمبريطاوات
القمبريطاوات (الاسم العلمي: Combretoideae) هي أسرة من النباتات تتبع الفصيلة القمبريطية من رتبة الآسيات.

## قبائل
- القمبريطاوية (الاسم العلمي:Combreteae)
- القوينيناوية (الاسم العلمي:Laguncularieae)